# ADO Den Haag in het seizoen 2007/08 (mannen)
ADO Den Haag speelde in het seizoen 2007/08 in de Jupiler League. Na de degradatie een seizoen hiervoor eindigde ADO in de Eerste Divisie op de zesde plaats in de eindrangschikking. Via de play-offs wist de Haagse ploeg alsnog promotie af te dwingen, onder leiding van hoofdtrainer Wiljan Vloet.

## Technische staf
|                    | Naam             | Functie                     |
| ------------------ | ---------------- | --------------------------- |
| Vlag van Nederland | Wiljan Vloet     | Hoofdtrainer                |
| Vlag van Nederland | Henk Fraser      | Assistent-trainer           |
| Vlag van Nederland | Marco Gentile    | Assistent-trainer           |
| Vlag van Nederland | René Stam        | Keeperstrainer              |
| Vlag van Nederland | Jurgen Seegers   | Herstel- en conditietrainer |
| Vlag van Nederland | Edwin Coret      | Fysiotherapeut              |
| Vlag van Nederland | Govert de Kramer | Verzorger                   |
| Vlag van Nederland | André van Es     | Materiaalverzorger          |

## Selectie 2007/08
| #  | Naam                  | Land      | P | Tot  | C. | Voetbal | Kreeg geel | Kreeg voor de tweede keer geel en dus rood | Weggestuurd | B. | Voetbal | Kreeg geel | Kreeg voor de tweede keer geel en dus rood | Weggestuurd | P. | Voetbal | Kreeg geel | Kreeg voor de tweede keer geel en dus rood | Weggestuurd | T. | Voetbal | Kreeg geel | Kreeg voor de tweede keer geel en dus rood | Weggestuurd |
| -- | --------------------- | --------- | - | ---- | -- | ------- | ---------- | ------------------------------------------ | ----------- | -- | ------- | ---------- | ------------------------------------------ | ----------- | -- | ------- | ---------- | ------------------------------------------ | ----------- | -- | ------- | ---------- | ------------------------------------------ | ----------- |
| 1  | Stefan Postma         | Nederland | D | 2008 | 23 | 0       | 0          | 0                                          | 0           | 2  | 0       | 0          | 0                                          | 0           | 0  | 0       | 0          | 0                                          | 0           | 25 | 0       | 0          | 0                                          | 0           |
| 2  | Daniël Rijaard        | Nederland | V | 2008 | 8  | 0       | 0          | 0                                          | 0           | 0  | 0       | 0          | 0                                          | 0           | 0  | 0       | 0          | 0                                          | 0           | 8  | 0       | 0          | 0                                          | 0           |
| 3  | Christian Kum         | Nederland | V | 2008 | 20 | 0       | 6          | 0                                          | 0           | 1  | 0       | 1          | 0                                          | 0           | 7  | 1       | 2          | 0                                          | 0           | 28 | 1       | 9          | 0                                          | 0           |
| 4  | Virgilio Teixeira     | Nederland | V | 2009 | 31 | 3       | 7          | 0                                          | 0           | 2  | 0       | 0          | 0                                          | 0           | 3  | 0       | 0          | 0                                          | 0           | 36 | 3       | 7          | 0                                          | 0           |
| 5  | Raymond Victoria      | Nederland | V | 2008 | 12 | 0       | 4          | 0                                          | 0           | 1  | 0       | 0          | 0                                          | 0           | 1  | 0       | 1          | 0                                          | 0           | 14 | 0       | 5          | 0                                          | 0           |
| 6  | Aleksandar Ranković   | Servië    | M | 2008 | 23 | 3       | 5          | 0                                          | 1           | 2  | 0       | 0          | 0                                          | 0           | 5  | 0       | 0          | 0                                          | 0           | 30 | 3       | 5          | 0                                          | 1           |
| 7  | Yuri Cornelisse       | Nederland | M | 2010 | 32 | 6       | 0          | 0                                          | 0           | 2  | 0       | 0          | 0                                          | 0           | 8  | 2       | 0          | 0                                          | 0           | 42 | 8       | 0          | 0                                          | 0           |
| 8  | Pascal Bosschaart     | Nederland | M | 2010 | 30 | 0       | 5          | 0                                          | 0           | 0  | 0       | 0          | 0                                          | 0           | 8  | 0       | 2          | 0                                          | 0           | 38 | 0       | 7          | 0                                          | 0           |
| 9  | Rick Hoogendorp       | Nederland | A | 2009 | 28 | 7       | 0          | 0                                          | 0           | 1  | 0       | 0          | 0                                          | 0           | 5  | 0       | 0          | 0                                          | 0           | 34 | 7       | 0          | 0                                          | 0           |
| 10 | Richard Knopper       | Nederland | M | 2010 | 25 | 5       | 0          | 0                                          | 0           | 1  | 0       | 0          | 0                                          | 0           | 7  | 3       | 2          | 0                                          | 0           | 33 | 8       | 2          | 0                                          | 0           |
| 11 | Wesley Verhoek        | Nederland | A | 2010 | 29 | 7       | 5          | 1                                          | 1           | 1  | 0       | 0          | 0                                          | 0           | 7  | 1       | 4          | 0                                          | 0           | 37 | 8       | 9          | 1                                          | 1           |
| 14 | Levi Schwiebbe        | Nederland | M | 2008 | 29 | 0       | 0          | 0                                          | 0           | 2  | 0       | 0          | 0                                          | 0           | 7  | 0       | 3          | 0                                          | 0           | 38 | 0       | 3          | 0                                          | 0           |
| 16 | Hans van de Haar      | Nederland | A | 2009 | 33 | 9       | 7          | 0                                          | 0           | 2  | 0       | 0          | 0                                          | 0           | 7  | 2       | 1          | 0                                          | 0           | 42 | 11      | 8          | 0                                          | 0           |
| 17 | Hurşut Meriç          | Nederland | A | 2009 | 36 | 4       | 0          | 0                                          | 0           | 2  | 0       | 0          | 0                                          | 0           | 8  | 0       | 1          | 0                                          | 0           | 46 | 4       | 1          | 0                                          | 0           |
| 18 | Raimund Riedewald     | Nederland | V | 2008 | 0  | 0       | 0          | 0                                          | 0           | 0  | 0       | 0          | 0                                          | 0           | 0  | 0       | 0          | 0                                          | 0           | 0  | 0       | 0          | 0                                          | 0           |
| 19 | Roel Stoffels         | Nederland | M | 2008 | 14 | 0       | 0          | 0                                          | 0           | 2  | 0       | 0          | 0                                          | 0           | 0  | 0       | 0          | 0                                          | 0           | 16 | 0       | 0          | 0                                          | 0           |
| 20 | Guyon Fernandez       | Nederland | A | 2009 | 11 | 1       | 0          | 0                                          | 0           | 1  | 0       | 0          | 0                                          | 0           | 0  | 0       | 0          | 0                                          | 0           | 12 | 1       | 0          | 0                                          | 0           |
| 21 | Nick Coster           | Nederland | V | 2009 | 7  | 0       | 0          | 1                                          | 0           | 2  | 0       | 1          | 0                                          | 0           | 0  | 0       | 0          | 0                                          | 0           | 9  | 0       | 1          | 1                                          | 0           |
| 22 | Robert Zwinkels       | Nederland | D | 2008 | 15 | 0       | 0          | 0                                          | 0           | 0  | 0       | 0          | 0                                          | 0           | 8  | 0       | 0          | 0                                          | 0           | 23 | 0       | 0          | 0                                          | 0           |
| 23 | Richard van Nieuwkoop | Nederland | D | 2008 | 1  | 0       | 0          | 0                                          | 0           | 0  | 0       | 0          | 0                                          | 0           | 0  | 0       | 0          | 0                                          | 0           | 1  | 0       | 0          | 0                                          | 0           |
| 24 | Samir El Moussaoui    | Nederland | V | 2008 | 28 | 1       | 7          | 0                                          | 0           | 2  | 0       | 1          | 0                                          | 0           | 4  | 0       | 1          | 0                                          | 0           | 34 | 1       | 9          | 0                                          | 0           |
| 25 | Danilo Arends         | Nederland | V | 2008 | 0  | 0       | 0          | 0                                          | 0           | 0  | 0       | 0          | 0                                          | 0           | 0  | 0       | 0          | 0                                          | 0           | 0  | 0       | 0          | 0                                          | 0           |
| 27 | Mimoun El Kadi        | Nederland | M | 2008 | 17 | 2       | 0          | 0                                          | 0           | 0  | 0       | 0          | 0                                          | 0           | 4  | 0       | 0          | 0                                          | 0           | 21 | 2       | 0          | 0                                          | 0           |
| 28 | Lex Immers            | Nederland | M | 2008 | 31 | 6       | 7          | 0                                          | 0           | 1  | 1       | 0          | 0                                          | 1           | 7  | 2       | 1          | 0                                          | 0           | 39 | 9       | 8          | 0                                          | 1           |
| 29 | Geoffrey Knijnenburg  | Nederland | A | 2009 | 7  | 1       | 0          | 0                                          | 0           | 0  | 0       | 0          | 0                                          | 0           | 6  | 0       | 0          | 0                                          | 0           | 13 | 1       | 0          | 0                                          | 0           |
| 53 | Daryl Janmaat         | Nederland | V | 2009 | 25 | 2       | 4          | 0                                          | 0           | 1  | 0       | 0          | 0                                          | 0           | 7  | 1       | 2          | 0                                          | 0           | 33 | 3       | 6          | 0                                          | 0           |
|    | Richard Blonk         | Nederland | V | 2009 | 1  | 0       | 0          | 0                                          | 0           | 0  | 0       | 0          | 0                                          | 0           | 0  | 0       | 0          | 0                                          | 0           | 1  | 0       | 0          | 0                                          | 0           |

### Tussentijds vertrokken spelers
| #  | Naam             | Land       | Positie      | Contract tot | C. | Voetbal | Kreeg geel | Kreeg voor de tweede keer geel en dus rood | Weggestuurd | B. | Voetbal | Kreeg geel | Kreeg voor de tweede keer geel en dus rood | Weggestuurd | T. | Voetbal | Kreeg geel | Kreeg voor de tweede keer geel en dus rood | Weggestuurd |
| -- | ---------------- | ---------- | ------------ | ------------ | -- | ------- | ---------- | ------------------------------------------ | ----------- | -- | ------- | ---------- | ------------------------------------------ | ----------- | -- | ------- | ---------- | ------------------------------------------ | ----------- |
| 12 | Jesper Håkansson | Denemarken | Middenvelder | Zomer 2008   | 1  | 0       | 0          | 0                                          | 0           | 0  | 0       | 0          | 0                                          | 0           | 1  | 0       | 0          | 0                                          | 0           |
| 23 | Josh Wagenaar    | Canada     | Doelman      | Zomer 2008   | 0  | 0       | 0          | 0                                          | 0           | 0  | 0       | 0          | 0                                          | 0           | 0  | 0       | 0          | 0                                          | 0           |

## Transfers
Zomer 2007: aangetrokken:
- Danilo Arends → eigen gelederen
- Richard Blonk → Feyenoord (beloften)
- Pascal Bosschaart → Feyenoord
- Yuri Cornelisse → FC Groningen
- Mimoun El Kadi → eigen gelederen
- Guyon Fernandez → eigen gelederen
- Hans van de Haar → RKC Waalwijk
- Lex Immers → eigen gelederen
- Daryl Janmaat → eigen gelederen
- Geoffrey Knijnenburg → Go Ahead Eagles
- Hurşut Meriç → FC Türkiyemspor
- Roel Stoffels → eigen gelederen
- Virgilio Teixeira → RKC Waalwijk
- Raymond Victoria → AEK Larnaca

Zomer 2007: vertrokken:
- Said Bakkati → Go Ahead Eagles
- Ferrie Bodde → Swansea City (€ 75.000,-)
- Goran Bunjevčević → gestopt
- Laurent Delorge → AFC Ajax
- Eljero Elia → FC Twente (€ 200.000,-)
- Jesper Håkansson → Lyngby BK
- Santi Kolk → Vitesse
- Angelo Martha → Willem II
- Michael Mols → Feyenoord
- Danilo Pedrini → VV Katwijk (beloften)
- Paulus Roiha → Újpest FC
- Alberto Saavedra → UD Vecindario
- Sergio Sánchez → Sporting Gijón
- Tininho → AEK Larnaca
- Stijn Vreven → Sint-Truidense VV

Winter 2007/2008: aangetrokken:
Winter 2007/2008: vertrokken:
- Josh Wagenaar → Lyngby BK

## Statistieken ADO Den Haag in het seizoen 2007/08

### Eindstand ADO Den Haag in de Nederlandse Jupiler League 2007/08
| Stand | Gespeeld | Gewonnen | Gelijk | Verloren | Punten | Doelpunten voor | Doelpunten tegen | Gele kaarten | 2× Geel > Rood | Rode kaarten |
| ----- | -------- | -------- | ------ | -------- | ------ | --------------- | ---------------- | ------------ | -------------- | ------------ |
| 6e    | 38       | 16       | 10     | 12       | 58     | 58              | 50               | 78           | 2              | 2            |

### Stand, punten en doelpunten per speelronde 2007/08
| Speelronde              | 1            | 2            | 3            | 4            | 5            | 6            | 7            | 8            | 9            | 10           | 11           | 12           | 13           | 14           | 15           | 16           | 17           | 18           | 19           | 20           | 21           | 22           | 23           | 24           | 25           | 26           | 27           | 28           | 29           | 30           | 31           | 32           | 33           | 34           | 35           | 36           | 37           | 38           |
| ----------------------- | ------------ | ------------ | ------------ | ------------ | ------------ | ------------ | ------------ | ------------ | ------------ | ------------ | ------------ | ------------ | ------------ | ------------ | ------------ | ------------ | ------------ | ------------ | ------------ | ------------ | ------------ | ------------ | ------------ | ------------ | ------------ | ------------ | ------------ | ------------ | ------------ | ------------ | ------------ | ------------ | ------------ | ------------ | ------------ | ------------ | ------------ | ------------ |
| Trainer                 | Wiljan Vloet | Wiljan Vloet | Wiljan Vloet | Wiljan Vloet | Wiljan Vloet | Wiljan Vloet | Wiljan Vloet | Wiljan Vloet | Wiljan Vloet | Wiljan Vloet | Wiljan Vloet | Wiljan Vloet | Wiljan Vloet | Wiljan Vloet | Wiljan Vloet | Wiljan Vloet | Wiljan Vloet | Wiljan Vloet | Wiljan Vloet | Wiljan Vloet | Wiljan Vloet | Wiljan Vloet | Wiljan Vloet | Wiljan Vloet | Wiljan Vloet | Wiljan Vloet | Wiljan Vloet | Wiljan Vloet | Wiljan Vloet | Wiljan Vloet | Wiljan Vloet | Wiljan Vloet | Wiljan Vloet | Wiljan Vloet | Wiljan Vloet | Wiljan Vloet | Wiljan Vloet | Wiljan Vloet |
| Punten per speelronde   | 0            | 1            | 1            | 3            | 0            | 1            | 0            | 3            | 0            | 3            | 3            | 3            | 3            | 1            | 1            | 3            | 1            | 3            | 0            | 0            | 0            | 3            | 0            | 3            | 1            | 0            | 3            | 3            | 1            | 3            | 3            | 1            | 3            | 3            | 0            | 0            | 1            | 0            |
| Punten na speelronde    | 0            | 1            | 2            | 5            | 5            | 6            | 6            | 9            | 9            | 12           | 15           | 18           | 21           | 22           | 23           | 26           | 27           | 30           | 30           | 30           | 30           | 33           | 33           | 36           | 37           | 37           | 40           | 43           | 44           | 47           | 50           | 51           | 54           | 57           | 57           | 57           | 58           | 58           |
| Goals per speelronde    | 1            | 0            | 2            | 1            | 0            | 2            | 0            | 2            | 1            | 2            | 3            | 3            | 3            | 2            | 0            | 2            | 1            | 5            | 0            | 0            | 1            | 5            | 0            | 2            | 3            | 0            | 3            | 2            | 1            | 1            | 3            | 0            | 2            | 2            | 0            | 1            | 2            | 0            |
| Goals na speelronde     | 1            | 1            | 3            | 4            | 4            | 6            | 6            | 8            | 9            | 11           | 14           | 17           | 20           | 22           | 22           | 24           | 25           | 30           | 30           | 30           | 31           | 36           | 36           | 38           | 41           | 41           | 44           | 46           | 47           | 48           | 51           | 51           | 53           | 55           | 55           | 56           | 58           | 58           |
| Doelsaldo na speelronde | −1           | −1           | −1           | 0            | −2           | −2           | −7           | −5           | −6           | −5           | −3           | −1           | +2           | +2           | +2           | +4           | +4           | +7           | +3           | 0            | −1           | +3           | +1           | +2           | +2           | +1           | +4           | +5           | +5           | +6           | +9           | +9           | +10          | +11          | +10          | +9           | +9           | +8           |

### Thuis/uit-verhouding 2007/08
| Tegenstander | AGOVV Apeldoorn | SC Cambuur-Leeuwarden | FC Den Bosch | FC Dordrecht | FC Eindhoven | FC Emmen | Fortuna Sittard | Go Ahead Eagles | HFC Haarlem | Helmond Sport | MVV Maastricht | FC Omniworld | RBC Roosendaal | RKC Waalwijk | Stormvogels Telstar | Top Oss | BV Veendam | FC Volendam | FC Zwolle | Punten totaal |
| ------------ | --------------- | --------------------- | ------------ | ------------ | ------------ | -------- | --------------- | --------------- | ----------- | ------------- | -------------- | ------------ | -------------- | ------------ | ------------------- | ------- | ---------- | ----------- | --------- | ------------- |
| ADO thuis    | 3 - 0           | 1 - 0                 | 0 - 1        | 2 - 1        | 5 - 2        | 2 - 2    | 3 - 0           | 1 - 2           | 2 - 1       | 2 - 0         | 0 - 3          | 1 - 1        | 0 - 0          | 0 - 1        | 3 - 0               | 5 - 1   | 0 - 0      | 0 - 1       | 3 - 1     | 34            |
| ADO uit      | 1 - 1           | 2 - 1                 | 0 - 2        | 5 - 0        | 0 - 0        | 1 - 2    | 2 - 2           | 1 - 2           | 2 - 0       | 2 - 0         | 2 - 1          | 4 - 0        | 0 - 1          | 2 - 2        | 1 - 2               | 1 - 3   | 3 - 3      | 2 - 2       | 2 - 1     | 24            |
| Punten       | 4               | 3                     | 3            | 3            | 4            | 4        | 4               | 3               | 3           | 3             | 0              | 1            | 4              | 1            | 6                   | 6       | 2          | 1           | 3         | 58            |

### Clubtopscorers 2007/08
| #   | Naam                        | Doelpunten | Doelpunten | Doelpunten | Doelpunten | Assists    | Assists    | Assists  | Assists |
| #   | Naam                        | Competitie | KNVB Beker | Playoffs   | Totaal     | Competitie | KNVB Beker | Playoffs | Totaal  |
| --- | --------------------------- | ---------- | ---------- | ---------- | ---------- | ---------- | ---------- | -------- | ------- |
| 1.  | Hans van de Haar            | 9          | 0          | 2          | 11         | 4          | ?          | ?        | 4       |
| 2.  | Lex Immers                  | 6          | 1          | 2          | 9          | 2          | ?          | ?        | 2       |
| 3.  | Wesley Verhoek              | 7          | 0          | 1          | 8          | 4          | ?          | ?        | 4       |
| 4.  | Yuri Cornelisse             | 6          | 0          | 2          | 8          | 3          | ?          | ?        | 3       |
| 5.  | Richard Knopper             | 5          | 0          | 3          | 8          | 2          | ?          | ?        | 2       |
| 6.  | Rick Hoogendorp             | 7          | 0          | 0          | 7          | 1          | ?          | ?        | 1       |
| 7.  | Hurşut Meriç                | 4          | 0          | 0          | 4          | 4          | ?          | ?        | 4       |
| 8.  | Daryl Janmaat               | 2          | 0          | 1          | 3          | 3          | ?          | ?        | 3       |
| 9.  | Aleksandar Ranković         | 3          | 0          | 0          | 3          | 1          | ?          | ?        | 1       |
| 10. | Virgilio Teixeira           | 3          | 0          | 0          | 3          | 0          | ?          | ?        | 0       |
| 11. | Mimoun El Kadi              | 2          | 0          | 0          | 2          | 1          | ?          | ?        | 1       |
| 12. | Geoffrey Knijnenburg        | 1          | 0          | 0          | 1          | 1          | ?          | ?        | 1       |
| 13. | Samir El Moussaoui          | 1          | 0          | 0          | 1          | 0          | ?          | ?        | 0       |
| 14. | Guyon Fernandez             | 1          | 0          | 0          | 1          | 0          | ?          | ?        | 0       |
| 15. | Christian Kum               | 0          | 0          | 1          | 1          | 0          | ?          | ?        | 0       |
| 16. | Roel Stoffels               | 0          | 0          | 0          | 0          | 2          | ?          | ?        | 2       |
| 17. | eigen doelpunt tegenstander | 1          | 0          | 0          | 1          | 0          | ?          | ?        | 0       |

### Uitslagen Play-offs
| Ronde        | Datum      | Wedstrijd                      | Uitslag |
| ------------ | ---------- | ------------------------------ | ------- |
| Eerste ronde | 22.04.2008 | Go Ahead Eagles – ADO Den Haag | 1 - 1   |
| Eerste ronde | 26.04.2008 | ADO Den Haag – Go Ahead Eagles | 3 - 0   |
| Tweede ronde | 01.05.2008 | ADO Den Haag – VVV-Venlo       | 1 - 0   |
| Tweede ronde | 04.05.2008 | VVV-Venlo – ADO Den Haag       | 1 - 0   |
| Tweede ronde | 07.05.2008 | ADO Den Haag – VVV-Venlo       | 2 - 0   |
| Derde ronde  | 11.05.2008 | ADO Den Haag – RKC Waalwijk    | 1 - 1   |
| Derde ronde  | 15.05.2008 | RKC Waalwijk – ADO Den Haag    | 2 - 2   |
| Derde ronde  | 18.05.2008 | ADO Den Haag – RKC Waalwijk    | 2 - 1   |

### Uitslagen KNVB Beker
| Ronde        | Datum        | Thuis        | Res.  | Uit                | Doelpunten                                                                                                |
| ------------ | ------------ | ------------ | ----- | ------------------ | --- |
| Tweede ronde | 26 sep. 2007 | Be Quick '28 | 0 - 0 | ADO Den Haag(*)    | (*) ADO wint via strafschoppen                                                                            |
| Derde ronde  | 1 nov. 2007  | ADO Den Haag | 1 - 3 | Jong sc Heerenveen | 25' Lex Immers 1-0, 30' Gonzalo García García 1-1, 43' Christoph Mattes (pen) 1-2, 75' Arnar Smárason 1-3 |

## Voetnoten
ADO Den Haag · 
AGOVV Apeldoorn · 
SC Cambuur · 
FC Den Bosch · 
FC Dordrecht · 
FC Eindhoven · 
FC Emmen · 
Fortuna Sittard · 
Go Ahead Eagles · 
Helmond Sport · 
Haarlem · 
MVV · 
FC Omniworld · 
RBC Roosendaal · 
RKC Waalwijk · 
Telstar · 
TOP Oss · 
BV Veendam · 
FC Volendam · 
FC Zwolle